# 戴文聲
戴文聲（?—?），奉天府铁岭人。清朝政治人物、同进士出身。
乾隆三十四年（1769年）己丑科进士，官至工部主事。